# Ленсойс-Паулиста
Ленсойс-Паулиста (порт. Lençóis Paulista)  —  муниципалитет в Бразилии, входит в штат Сан-Паулу. Составная часть мезорегиона Бауру. Входит в экономико-статистический  микрорегион Бауру. Население составляет 62 580 человек на 2006 год. Занимает площадь 803,860 км². Плотность населения — 77,8 чел./км².
Праздник города —  28 апреля.

## История
Город основан 28 апреля 1858 года.

## Статистика
- Валовой внутренний продукт на 2003 составляет 753.601.781,00 реалов (данные: Бразильский институт географии и статистики).
- Валовой внутренний продукт на душу населения на 2003 составляет 12.746,34 реалов (данные: Бразильский институт географии и статистики).
- Индекс развития человеческого потенциала на 2000 составляет 0,813 (данные: Программа развития ООН).

## География
Климат местности: субтропический. В соответствии с классификацией Кёппена, климат относится к категории Cfb.